# Xenia Hodel
Xenia Hodel (* 27. November 1998 in Luzern) ist eine ehemalige Schweizer Handballspielerin.

## Karriere
Xenia Hodel begann im Alter von neun Jahren das Handballspielen beim Schweizer Verein Spono Eagles. Mit 15 Jahren gab sie ihr Debüt in der SPAR Premium League 1. Mit Spono gewann die Rückraumspielerin 2016 und 2018 die Schweizer Meisterschaft sowie 2018 den Schweizer Cup. Zur Saison 2018/19 wechselte die Linkshänderin zum deutschen Bundesligisten Bayer Leverkusen. Im Dezember 2019 kehrte sie zu den Spono Eagles zurück. Mit Spono gewann sie 2022 die Schweizer Meisterschaft. Ende Saison 2023/24 trat sie vom Spitzensport zurück.
Hodel nahm an der U18-Beachhandballeuropameisterschaft 2014 und den Beachhandball-Europameisterschaften 2015 teil.
Hodel bestritt 61 Länderspiele für die Schweizer Auswahl, in denen sie 202 Treffer erzielte. Mit der Schweiz nahm sie an der Europameisterschaft 2022 teil. Im Turnierverlauf erzielte Hodel sechs Treffer. 2023 beendete sie ihre Nationalmannschaftskarriere.